# Daniela Patrizia Taormina
Daniela Patrizia Taormina (Palermo, 22 giugno 1958) è una storica della filosofia italiana.

## Biografia
Nel 1978 si iscrisse alla Facoltà di lettere e filosofia dell'Università degli Studi di Catania, frequentando tra il 1981 e il 1982 le lezioni e i seminari di Werner Beierwaltes all'Università di Friburgo in Brisgovia; nel 1982 si laureò con 110 e lode discutendo una tesi dal titolo «Astrologia e magia in Plotino prima e dopo la Großschrift antignostica», che fu dichiarata degna di stampa.
Dopo aver conseguito il diploma di lingua francese a Strasburgo, nel 1983 si candidò al primo ciclo del dottorato di ricerca in storia, con indirizzo di storia antica "Società e cultura della tarda-antichità"; nel 1987 conseguì il dottorato presentando la tesi «La figura e l'opera di Plutarco d'Atene». Nel 1988 frequentò i seminari su Platone tenuti da Francesco Adorno, Henri Joly, Gabriele Giannantoni, Enrico Berti e Mario Vegetti all'Istituto Antonio Banfi di Reggio Emilia.
Nel 1989 fu incaricata di insegnare alla Facoltà di magistero dell'Università degli Studi di Messina, dove tenne per due anni il corso sulle Categorie di Aristotele. Dopo aver vinto il concorso, nel 1991 fu nominata professoressa associata all'Università di Catania; nel 1999 fu professoressa invitata all'Università Pantheon-Sorbona di Parigi.
Chiamata nel 2004 come professoressa associata all'Università degli Studi di Roma Tor Vergata, fu professoressa invitata tra il 2005 e il 2006 all'Università di Jena, nel 2014 all'EPHE di Parigi, nel 2016 all'Università di Bonn, nel 2017 all'Università Laval e tra il 2017 e il 2018 all'Istituto di studi superiori di Nantes.
Nominata nel 2021, a seguito di un concorso, professoressa ordinaria alla cattedra di storia della filosofia antica dell'Università di Roma Tor Vergata, dal 2022 è coordinatrice del dottorato in filosofia nel medesimo ateneo.

## Attività scientifica
Sulla scia del suo maestro Francesco Romano (1928-2017), i lavori scientifici da lei condotti si sono concentrati sull'analisi degli scritti filosofici della tarda antichità, da quelli del medioplatonismo fino a giungere a quelli dei neoplatonici del sesto secolo d.C.
Nello specifico, i suoi studi hanno esaminato il superamento dell'ontologia platonica e aristotelica compiuto dai pensatori neoplatonici e hanno approfondito le questioni legate alla definizione dell'anima e delle sue funzioni cognitive.

## Opere
- Plutarco di Atene, Catania, Edizioni CUECM, 1989.
- Il lessico delle potenze dell'anima in Giamblico, Firenze, La Nuova Italia, 1990.
- Jamblique, Parigi, Librairie philosophique J. Vrin, 1999.
- con Aldo Brancacci e Dimitri El Murr, Aglaïa, Parigi, Librairie philosophique J. Vrin, 2010.
- con Dominic J. O'Meara e Christoph Riedweg, L'essere del pensiero, Napoli, Bibliopolis, 2010.
- con Rosa Maria Piccione, Giamblico, Napoli, Bibliopolis, 2010.
- con Lorenzo Perilli, La filosofia antica, Torino, UTET Università, 2012.
- con Angela Longo, Plotinus and Epicurus, Cambridge, Cambridge University Press, 2016.
- con Christoph Horn e Denis Walter, Corporeità nella filosofia tardoantica, Baden-Baden, Academia, 2020.
- con Lorenzo Ferroni, Plotinus IV 7 (2) On the immortality of the soul, Baden-Baden, Academia, 2022.